# Ljudevit Jonke
Ljudevit Jonke (Károlyváros, 1907. július 29. – Zágráb, 1979. március 15.), horvát nyelvész, műfordító, egyetemi tanár, akadémikus, a Matica hrvatska elnöke.

## Élete és munkássága
Ljudevit Jonke 1907-ben született Károlyvárosban. Az általános iskolát és a gimnáziumot szülővárosában végezte, majd a Zágrábi Egyetem Filozófiai Karán jugoszláv irodalomtörténet, horvát, ószláv nyelv és történelem, valamint orosz és latin szakon szerzett diplomát. Két évig (1930-32) a prágai Károly Egyetemen folytatta tanulmányait. Az irodalomtörténet iránt kezdett érdeklődni, és elkezdett cseh nyelvről fordítani.
1933-tól a sušaki gimnázium tanára volt. 1940-ben Zágrábba költözött, ahol 1942-ben az egyetem filozófiai karán Stjepan Ivšić professzor asszisztensnek választotta. 1940-ben feleségül vette Nada Markovićot, akitől lánya, Dubravka (1942) és fia, Mladen (1944) született. Közben horvát- és bohémisztikai kutatásokkal is foglalkozott. A „Dikcionar Karlovčanina Adama Patačića” (A károlyvárosi Adam Patačić szótára) című disszertációjával doktorált.  1945 őszétől cseh nyelvet és irodalmat, 1949 őszétől pedig kortárs horvát irodalmi nyelvet tanított az újonnan alakult, azonos nevű tanszéken, amelyet egyetemi adjunktusi megválasztásától (1950) nyugdíjba vonulásáig (1973) vezetett. Jonke tevékenységének egyik fő területe volt a cseh nyelv és irodalom. Élete végéig tanított cseh irodalmat, sokat írt róla, nemcsak folyóiratokban megjelent kisebb műveket, hanem 20 könyvet is lefordított (J. Neruda, B. Němcová, K. Čapek, J. Hašek stb. műveit). 1960-ban rendes egyetemi tanárrá nevezték ki.
Az 1950-es években kezdte tanulmányozni a horvát nyelv addig teljesen elhanyagolt kérdéskörét a reneszánsztól a 19. század végéig. Bogoslav Šulek és Adolf Weber Tkalčević tevékenységét tanulmányozta. A közös szerbhorvát nyelv bevezetését előíró ún. „újvidéki megállapodás” egyik aláírója, a közös helyesírás és stilisztika kidolgozója, a közös Horvát-Szerb Irodalmi Nyelv szótárának egyik szerkesztője volt. 1958-ban a Jugoszláv Tudományos és Művészeti Akadémia (JAZU) társult, 1963-ban rendes tagja lett. 1965-től 1971-ig az Akadémia Nyelvi Intézetének igazgatója.
Amikor úgy látta, hogy az újvidéki megállapodás következményeinek alkalmazása ártani kezd a horvát nyelvnek, a szerb nyelvészekkel és írókkal folytatott viták sorozatában védte meg a horvát nép saját nyelvéhez és e nyelv egyenlő társadalmi pozícióhoz való jogát. 1958-tól 1960-ig a Horvát Népköztársaság Egyetemi Oktatói, Kollégiumai és Tudományos Intézményei Egyesületének elnöke, két alkalommal (1964/65-ben, és 1973/75-ben) pedig a Kölni Egyetem Szláv Intézetének vendégprofesszora volt.
1961-től a „Telegram”, 1971-től a „Vjesnik” folyóiratokban vezette a nyelvi tanácsok rovatát, és 17 évig szerkesztette a „Jezik” című nyelvi folyóiratot. 1970 és 1971 között a Matica hrvatska elnöke volt. 1971 áprilisában a Matica hrvatska felmondta az újvidéki megállapodást, melyet értelmetlennek és érvénytelennek nyilvánított, és ezzel szinte egy időben Jonke is visszavonta aláírását az újvidéki okmányról. Aláírásának visszavonását „a tudományos indokolatlansággal és megalapozatlansággal, a horvát irodalmi nyelvre nehezedő nyomással, valamint a horvát irodalmi nyelv természetes jogait védő horvát nyelvészekre nehezedő nyomással” indokolta.
A horvát irodalmi nyelv védelméről szóló nyilatkozat elfogadása után „horvát nacionalizmusért” ítélték el, az ún. „karađorđevói puccs” (1971) után pedig 1973-ban kényszernyugdíjazták. Ezután az akadémiai szótár befejezésén dolgozott. 1979-ben Zágrábban halt meg. A zágrábi Mirogoj temetőben temették el.

## Főbb művei
- Dikcionar Adama Patačića. Studija iz hrvatske kajkavske leksikografije, Zagreb, 1949., doktori disszertáció
- Književni jezik u teoriji i praksi, Zagreb, 1964.
- Hrvatski književni jezik 19. i 20. stoljeća, Zagreb, 1971.
- Hrvatski književni jezik danas, Zagreb, 1971. (betiltották)
- Rasprave i članci, Zagreb, 2015.

## Emlékezete
A Ljudevit Jonke-díj, a Matica hrvatska díja a horvát nyelvészek kiemelkedő teljesítményéért, a horvát nyelv és irodalomnak a világban való népszerűsítéséért.

## Fordítás
Ez a szócikk részben vagy egészben  a   Ljudevit Jonke című horvát Wikipédia-szócikk ezen változatának fordításán alapul.  Az eredeti cikk szerkesztőit annak laptörténete sorolja fel. Ez a jelzés csupán a megfogalmazás eredetét és a szerzői jogokat jelzi, nem szolgál a cikkben szereplő információk forrásmegjelöléseként.